# Symphonie no 2 d'Auerbach
Requiem pour un poète
Pour les articles homonymes, voir Symphonie no 2.
La Symphonie no 2 aussi appelée Requiem pour un poète est une symphonie avec mezzo-soprano, violoncelle soliste chœur et orchestre de la compositrice Lera Auerbach écrite en 2006.

## Contexte et création
Lera Auerbach compose sa symphonie en 2006 en prenant appuie sur le poème Novogodnee de Marina Tsvetaïeva. L'œuvre est créée le 8 mars 2007 avec Zoryana Kushpler en mezzo-soprano soliste, Sonia Wieder-Atherton au violoncello solo, l'orchestre du Philharmonique de la radio de Hanovre sous la direction d'Eiji Ōue.

## Structure
L'œuvre est composée de dix mouvements qui se jouent sans interruption :
1. Agitato
2. Tempo di Marcia funebre
3. Corale
4. Prichet
5. Canon
6. Interlude Misterioso
7. Tempo di Marcia funebre
8. Adagio (Lament)
9. Tempo I
10. Postlude